# Convocazioni per il campionato mondiale femminile di calcio 2003
Elenco delle giocatrici convocate per il campionato mondiale femminile di calcio 2003.

## Gruppo A

### Nigeria
Selezionatore:  Samuel Okpodu
| N. | Pos. | Giocatore              | Data nascita (età)         | Pres. | Squadra |
| -- | ---- | ---------------------- | -------------------------- | ----- | ------- |
| 1  | P    | Ugochi Opara           | 27 maggio 1976 (27 anni)   |       |         |
| 2  | C    | Efioanwan Ekpo         | 25 gennaio 1984 (19 anni)  |       |         |
| 3  | D    | Bunmi Kayode           | 13 aprile 1985 (18 anni)   |       |         |
| 4  | C    | Perpetua Nkwocha       | 3 gennaio 1976 (27 anni)   |       |         |
| 5  | D    | Onome Ebi              | 8 maggio 1983 (20 anni)    |       |         |
| 6  | D    | Kikelomo Ajayi         | 28 aprile 1977 (26 anni)   |       |         |
| 7  | C    | Stella Mbachu          | 16 aprile 1978 (25 anni)   |       |         |
| 8  | A    | Yusuf Olaitan          | 12 gennaio 1982 (21 anni)  |       |         |
| 9  | C    | Faith Ikidi            | 28 febbraio 1987 (16 anni) |       |         |
| 10 | A    | Mercy Akide            | 26 agosto 1975 (28 anni)   |       |         |
| 11 | A    | Nkechi Egbe            | 5 febbraio 1978 (25 anni)  |       |         |
| 12 | P    | Precious Dede          | 18 gennaio 1980 (23 anni)  |       |         |
| 13 | C    | Nkiru Okosieme         | 1º marzo 1972 (31 anni)    |       |         |
| 14 | D    | Ifeanyichukwu Chiejine | 17 maggio 1983 (20 anni)   |       |         |
| 15 | C    | Maureen Mmadu          | 7 maggio 1975 (28 anni)    |       |         |
| 16 | D    | Florence Iweta         | 29 marzo 1983 (20 anni)    |       |         |
| 17 | D    | Florence Omagbemi      | 2 febbraio 1975 (28 anni)  |       |         |
| 18 | C    | Patience Avre          | 10 giugno 1976 (27 anni)   |       |         |
| 19 | P    | Esther Okhae           | 12 marzo 1986 (17 anni)    |       |         |
| 20 | A    | Vera Okolo             | 5 gennaio 1985 (18 anni)   |       |         |

### Corea del Nord
Selezionatore:  Song Gun Ri
| N. | Pos. | Giocatore      | Data nascita (età)          | Pres. | Squadra |
| -- | ---- | -------------- | --------------------------- | ----- | ------- |
| 1  | P    | Ri Jong Hui    | 20 agosto 1975 (28 anni)    |       |         |
| 2  | D    | Yun In Sil     | 10 gennaio 1976 (27 anni)   |       |         |
| 3  | D    | Kim Hwa Song   | 19 agosto 1985 (18 anni)    |       |         |
| 5  | D    | Sin Kum Ok     | 25 novembre 1975 (27 anni)  |       |         |
| 6  | D    | Ra Mi Ae       | 8 dicembre 1975 (27 anni)   |       |         |
| 7  | A    | Ri Kum Suk     | 16 agosto 1978 (25 anni)    |       |         |
| 8  | A    | Pak Kum Chun   | 22 febbraio 1978 (25 anni)  |       |         |
| 9  | C    | Ho Sun Hui     | 5 marzo 1980 (23 anni)      |       |         |
| 10 | A    | Jin Pyol Hui   | 19 agosto 1980 (23 anni)    |       |         |
| 11 | C    | Yun Yong Hui   | 18 marzo 1977 (26 anni)     |       |         |
| 12 | D    | Jang Ok Gyong  | 29 gennaio 1980 (23 anni)   |       |         |
| 13 | D    | Song Jong Sun  | 11 marzo 1981 (22 anni)     |       |         |
| 14 | C    | O Kum Ran      | 18 settembre 1981 (22 anni) |       |         |
| 15 | C    | Ri Un Gyong    | 19 novembre 1980 (22 anni)  |       |         |
| 16 | A    | Pak Kyong Sun  | 23 giugno 1985 (18 anni)    |       |         |
| 17 | D    | Jon Hye Yong   | 16 febbraio 1977 (26 anni)  |       |         |
| 18 | P    | Chon Kyong Hwa | 7 agosto 1983 (20 anni)     |       |         |
| 19 | C    | Ri Hyang Ok    | 18 dicembre 1977 (25 anni)  |       |         |
| 20 | D    | Ri Un Ju       | 25 ottobre 1983 (19 anni)   |       |         |

### Svezia
Selezionatore:  Marika Domanski-Lyfors
| N. | Pos. | Giocatore         | Data nascita (età)          | Pres. | Squadra                |
| -- | ---- | ----------------- | --------------------------- | ----- | ---------------------- |
| 1  | P    | Caroline Jönsson  | 22 novembre 1977 (25 anni)  |       | Malmö FF               |
| 2  | D    | Karolina Westberg | 16 maggio 1978 (25 anni)    |       | Malmö FF               |
| 3  | D    | Jane Törnqvist    | 9 maggio 1975 (28 anni)     |       | Djurgården             |
| 4  | D    | Hanna Marklund    | 26 novembre 1977 (25 anni)  |       | Umeå IK                |
| 5  | D    | Kristin Bengtsson | 12 gennaio 1970 (33 anni)   |       | Kopparbergs/Landvetter |
| 6  | C    | Malin Moström (c) | 1º agosto 1975 (28 anni)    |       | Umeå IK                |
| 7  | D    | Sara Larsson      | 13 maggio 1979 (24 anni)    |       | Malmö FF               |
| 8  | C    | Frida Nordin      | 23 maggio 1982 (21 anni)    |       | Malmö FF               |
| 9  | C    | Malin Andersson   | 4 maggio 1973 (30 anni)     |       |                        |
| 10 | A    | Hanna Ljungberg   | 8 gennaio 1979 (24 anni)    |       | Umeå IK                |
| 11 | A    | Victoria Svensson | 18 maggio 1977 (26 anni)    |       | Djurgården             |
| 12 | P    | Sofia Lundgren    | 20 settembre 1982 (21 anni) |       | Umeå IK                |
| 13 | C    | Sara Johansson    | 23 gennaio 1980 (23 anni)   |       | Djurgården             |
| 14 | C    | Linda Fagerström  | 17 marzo 1977 (26 anni)     |       | Djurgården             |
| 15 | C    | Therese Sjögran   | 4 agosto 1977 (26 anni)     |       | Malmö FF               |
| 16 | A    | Salina Olsson     | 29 agosto 1978 (25 anni)    |       | Hammarby               |
| 17 | C    | Anna Sjöström     | 23 aprile 1977 (26 anni)    |       | Umeå IK                |
| 18 | D    | Frida Östberg     | 10 dicembre 1977 (25 anni)  |       | Umeå IK                |
| 19 | D    | Sara Call         | 16 luglio 1977 (26 anni)    |       |                        |
| 20 | A    | Josefine Öqvist   | 23 luglio 1983 (20 anni)    |       | Bälinge                |
| 21 | P    | Hedvig Lindahl    | 29 aprile 1983 (20 anni)    |       | IF Trion               |

### Stati Uniti
Selezionatore:  April Heinrichs
| N. | Pos. | Giocatore         | Data nascita (età)         | Pres. | Squadra                  |
| -- | ---- | ----------------- | -------------------------- | ----- | ------------------------ |
| 1  | P    | Briana Scurry     | 7 settembre 1971 (32 anni) |       | Atlanta Beat             |
| 2  | D    | Kylie Bivens      | 24 ottobre 1978 (24 anni)  |       | Atlanta Beat             |
| 3  | D    | Christie Pearce   | 24 giugno 1975 (28 anni)   |       | New York Power           |
| 4  | D    | Cat Reddick       | 10 febbraio 1982 (21 anni) |       | North Carolina Tar Heels |
| 5  | C    | Tiffany Roberts   | 5 maggio 1978 (25 anni)    |       | Carolina Courage         |
| 6  | D    | Brandi Chastain   | 21 luglio 1968 (35 anni)   |       | San Jose CyberRays       |
| 7  | C    | Shannon Boxx      | 29 giugno 1977 (26 anni)   |       | New York Power           |
| 8  | A    | Shannon MacMillan | 7 ottobre 1974 (28 anni)   |       | San Diego Spirit         |
| 9  | A    | Mia Hamm          | 17 marzo 1972 (31 anni)    |       | Washington Freedom       |
| 10 | C    | Aly Wagner        | 10 agosto 1980 (23 anni)   |       | Boston Breakers          |
| 11 | C    | Julie Foudy       | 23 gennaio 1971 (32 anni)  |       | San Diego Spirit         |
| 12 | A    | Cindy Parlow      | 8 maggio 1978 (25 anni)    |       | Atlanta Beat             |
| 13 | C    | Kristine Lilly    | 22 luglio 1971 (32 anni)   |       | Boston Breakers          |
| 14 | D    | Joy Fawcett       | 8 febbraio 1968 (35 anni)  |       | San Diego Spirit         |
| 15 | D    | Kate Sobrero      | 23 agosto 1976 (27 anni)   |       | Boston Breakers          |
| 16 | A    | Tiffeny Milbrett  | 23 ottobre 1972 (30 anni)  |       | New York Power           |
| 17 | D    | Danielle Slaton   | 10 giugno 1980 (23 anni)   |       | Carolina Courage         |
| 18 | P    | Siri Mullinix     | 22 maggio 1978 (25 anni)   |       | Washington Freedom       |
| 19 | C    | Angela Hucles     | 5 luglio 1978 (25 anni)    |       | San Diego Spirit         |
| 20 | A    | Abby Wambach      | 2 giugno 1980 (23 anni)    |       | Washington Freedom       |

## Gruppo B

### Brasile
Selezionatore:  Paulo Gonçalves
| N. | Pos. | Giocatore    | Data nascita (età)          | Pres. | Squadra |
| -- | ---- | ------------ | --------------------------- | ----- | ------- |
| 1  | P    | Andréia      | 14 settembre 1977 (26 anni) |       |         |
| 2  | A    | Simone       | 10 febbraio 1981 (22 anni)  |       |         |
| 3  | D    | Juliana      | 3 ottobre 1981 (21 anni)    |       |         |
| 4  | D    | Tânia        | 3 ottobre 1974 (28 anni)    |       |         |
| 5  | C    | Renata Costa | 8 luglio 1986 (17 anni)     |       |         |
| 6  | C    | Michele      | 10 giugno 1984 (19 anni)    |       |         |
| 7  | A    | Formiga      | 3 marzo 1978 (25 anni)      |       |         |
| 8  | C    | Rafaela      | 23 maggio 1981 (22 anni)    |       |         |
| 9  | A    | Kelly        | 8 maggio 1985 (18 anni)     |       |         |
| 10 | A    | Marta        | 19 febbraio 1986 (17 anni)  |       |         |
| 11 | A    | Cristiane    | 15 maggio 1985 (18 anni)    |       |         |
| 12 | P    | Giselle      | 20 novembre 1983 (19 anni)  |       |         |
| 13 | D    | Mônica       | 4 aprile 1978 (25 anni)     |       |         |
| 14 | A    | Rosana       | 7 luglio 1982 (21 anni)     |       |         |
| 15 | D    | Renata Diniz | 1º novembre 1985 (17 anni)  |       |         |
| 16 | A    | Maycon       | 30 aprile 1977 (26 anni)    |       |         |
| 17 | A    | Kátia        | 18 febbraio 1977 (26 anni)  |       |         |
| 18 | A    | Daniela      | 12 gennaio 1984 (19 anni)   |       |         |
| 19 | C    | Priscila     | 10 marzo 1982 (21 anni)     |       |         |
| 20 | C    | Milene       | 18 giugno 1979 (24 anni)    |       |         |

### Francia
Selezionatore:  Élisabeth Loisel
| N. | Pos. | Giocatore                | Data nascita (età)          | Pres. | Squadra             |
| -- | ---- | ------------------------ | --------------------------- | ----- | ------------------- |
| 1  | P    | Celine Marty             | 30 marzo 1976 (27 anni)     |       |                     |
| 2  | D    | Sabrina Viguier          | 4 gennaio 1981 (22 anni)    |       | Tolosa              |
| 3  | D    | Peggy Provost            | 19 settembre 1977 (26 anni) |       |                     |
| 4  | D    | Laura Georges            | 20 agosto 1984 (19 anni)    |       | Paris Saint-Germain |
| 5  | D    | Corinne Diacre           | 4 agosto 1974 (29 anni)     |       | Soyaux              |
| 6  | C    | Sandrine Soubeyrand      | 16 agosto 1973 (30 anni)    |       | FCF Juvisy          |
| 7  | A    | Stephanie Mugneret-Beghe | 22 marzo 1974 (29 anni)     |       |                     |
| 8  | C    | Sonia Bompastor          | 8 giugno 1980 (23 anni)     |       | Montpellier         |
| 9  | A    | Marinette Pichon         | 26 novembre 1975 (27 anni)  |       | Philadelphia Charge |
| 10 | C    | Elodie Woock             | 13 gennaio 1976 (27 anni)   |       |                     |
| 11 | C    | Amélie Coquet            | 31 dicembre 1984 (18 anni)  |       |                     |
| 12 | C    | Severine Lecoufle        | 31 marzo 1975 (28 anni)     |       |                     |
| 13 | D    | Anne-Laure Casseleux     | 13 gennaio 1984 (19 anni)   |       |                     |
| 14 | C    | Virginie Dessalle        | 3 luglio 1981 (22 anni)     |       |                     |
| 15 | A    | Laëtitia Tonazzi         | 31 gennaio 1981 (22 anni)   |       | FCF Juvisy          |
| 16 | P    | Berangere Sapowicz       | 6 febbraio 1983 (20 anni)   |       |                     |
| 17 | A    | Marie-Ange Kramo         | 20 febbraio 1979 (24 anni)  |       |                     |
| 18 | A    | Hoda Lattaf              | 31 agosto 1978 (25 anni)    |       | Montpellier         |
| 19 | D    | Severine Goulois         | 18 aprile 1982 (21 anni)    |       |                     |
| 20 | D    | Emmanuelle Sykora        | 21 febbraio 1976 (27 anni)  |       |                     |

### Norvegia
Selezionatore:  Åge Steen
| N. | Pos. | Giocatore               | Data nascita (età)         | Pres. | Squadra          |
| -- | ---- | ----------------------- | -------------------------- | ----- | ---------------- |
| 1  | P    | Bente Nordby            | 23 luglio 1974 (29 anni)   | 119   | Kolbotn          |
| 2  | D    | Brit Sandaune           | 5 giugno 1972 (31 anni)    | 115   | Trondheims-Ørn   |
| 3  | D    | Ane Stangeland          | 2 giugno 1980 (23 anni)    | 27    | Klepp            |
| 4  | D    | Monica Knudsen          | 25 marzo 1975 (28 anni)    | 81    | Asker            |
| 5  | C    | Karin Bredland          | 7 gennaio 1978 (25 anni)   | 1     | Røa              |
| 6  | C    | Hege Riise              | 18 luglio 1969 (34 anni)   | 177   | Carolina Courage |
| 7  | A    | Trine Rønning           | 14 giugno 1982 (21 anni)   | 30    | Kolbotn          |
| 8  | C    | Solveig Gulbrandsen     | 12 gennaio 1981 (22 anni)  | 67    | Kolbotn          |
| 9  | A    | Anita Rapp              | 24 luglio 1976 (27 anni)   | 58    | Asker            |
| 10 | C    | Unni Lehn               | 7 giugno 1977 (26 anni)    | 88    | Carolina Courage |
| 11 | A    | Marianne Pettersen      | 12 aprile 1975 (28 anni)   | 93    | Asker            |
| 12 | P    | Silje Vesterbekkmo      | 22 giugno 1983 (20 anni)   |       | Røa              |
| 13 | D    | Anne Tønnessen          | 18 marzo 1974 (29 anni)    | 59    | Klepp            |
| 14 | A    | Dagny Mellgren          | 19 giugno 1978 (25 anni)   | 71    | Boston Breakers  |
| 15 | D    | Marit Fiane Christensen | 11 dicembre 1980 (22 anni) | 6     | Asker            |
| 16 | D    | Gunhild Følstad         | 3 novembre 1981 (21 anni)  | 3     | Trondheims-Ørn   |
| 17 | A    | Linda Ørmen             | 22 marzo 1977 (26 anni)    | 46    | Asker            |
| 18 | A    | Ingrid Fosse            | 19 gennaio 1978 (25 anni)  | 15    | Arna-Bjørnar     |
| 19 | C    | Kristine Edner          | 8 marzo 1976 (27 anni)     | 10    | Røa              |
| 20 | C    | Lise Klaveness          | 19 aprile 1981 (22 anni)   | 10    | Asker            |

### Corea del Sud
Selezionatore:  Ahn Jong-kwan
| N. | Pos. | Giocatore      | Data nascita (età)          | Pres. | Squadra                        |
| -- | ---- | -------------- | --------------------------- | ----- | ------------------------------ |
| 1  | P    | Jung Ho-jung   | 11 maggio 1976 (27 anni)    |       | INI Steel                      |
| 2  | C    | Kim Joo-hee    | 10 marzo 1985 (18 anni)     |       | Wirye Information Industry HS  |
| 3  | C    | Hong Kyung-suk | 14 ottobre 1984 (18 anni)   |       | Yeojoo Institute of Technology |
| 4  | D    | Kim Yeo-jin    | 17 luglio 1979 (24 anni)    |       | INI Steel                      |
| 5  | D    | Park Hae-jung  | 10 marzo 1977 (26 anni)     |       | INI Steel                      |
| 6  | D    | Jin Suk-hee    | 9 luglio 1978 (25 anni)     |       | INI Steel                      |
| 7  | A    | Park Eun-sun   | 25 dicembre 1986 (16 anni)  |       | Wirye Information Industry HS  |
| 8  | C    | Hwang In-sun   | 2 febbraio 1976 (27 anni)   |       | INI Steel                      |
| 9  | C    | Song Ju-hee    | 30 ottobre 1977 (25 anni)   |       | INI Steel                      |
| 10 | C    | Kim Jin-hee    | 26 marzo 1981 (22 anni)     |       | Ulsan College                  |
| 11 | A    | Lee Ji-eun     | 16 dicembre 1979 (23 anni)  |       | INI Steel                      |
| 12 | P    | Kim Jung-mi    | 16 ottobre 1984 (18 anni)   |       | Yeungjin College               |
| 13 | C    | Kim Yoo-jin    | 26 settembre 1981 (21 anni) |       | INI Steel                      |
| 14 | C    | Han Jin-sook   | 15 dicembre 1979 (23 anni)  |       | Daekyo Kangaroos               |
| 15 | C    | Kim Kyul-sil   | 13 aprile 1982 (21 anni)    |       | Yeojoo Institute of Technology |
| 16 | C    | Shin Sun-nam   | 30 maggio 1981 (22 anni)    |       | INI Steel                      |
| 17 | A    | Sung Hyun-ah   | 5 maggio 1982 (21 anni)     |       | Daekyo Kangaroos               |
| 18 | D    | Kim Yu-mi      | 15 agosto 1979 (24 anni)    |       | INI Steel                      |
| 19 | C    | Lee Myung-hwa  | 29 luglio 1973 (30 anni)    |       | INI Steel                      |
| 20 | D    | Yoo Young-sil  | 1º maggio 1975 (28 anni)    |       | INI Steel                      |

## Gruppo C

### Argentina
Selezionatore:  José Carlos Borello
| N. | Pos. | Giocatore        | Data nascita (età)         | Pres. | Squadra |
| -- | ---- | ---------------- | -------------------------- | ----- | ------- |
| 1  | P    | Romina Ferro     | 26 giugno 1980 (23 anni)   |       |         |
| 2  | D    | Clarisa Huber    | 22 dicembre 1984 (18 anni) |       |         |
| 3  | D    | Mariela Ricotti  | 2 aprile 1979 (24 anni)    |       |         |
| 4  | D    | Andrea Gonsebate | 7 maggio 1977 (26 anni)    |       |         |
| 5  | C    | Marisa Gerez     | 3 novembre 1976 (26 anni)  |       |         |
| 6  | D    | Noelia López     | 29 luglio 1978 (25 anni)   |       |         |
| 7  | A    | Karina Alvariza  | 11 aprile 1976 (27 anni)   |       |         |
| 8  | C    | Natalia Gatti    | 20 ottobre 1982 (20 anni)  |       |         |
| 9  | D    | Yesica Arrien    | 1º luglio 1980 (23 anni)   |       |         |
| 10 | C    | Rosana Gomez     | 13 luglio 1980 (23 anni)   |       |         |
| 11 | A    | Marisol Medina   | 11 maggio 1980 (23 anni)   |       |         |
| 12 | P    | Vanina Correa    | 14 agosto 1983 (20 anni)   |       |         |
| 13 | D    | Nancy Diaz       | 14 marzo 1973 (30 anni)    |       |         |
| 14 | A    | Fabiana Vallejos | 30 giugno 1985 (18 anni)   |       |         |
| 15 | C    | Yanina Gaitán    | 3 giugno 1978 (25 anni)    |       |         |
| 16 | D    | Adela Medina     | 3 novembre 1978 (24 anni)  |       |         |
| 17 | D    | Valeria Cotelo   | 26 marzo 1984 (19 anni)    |       |         |
| 18 | A    | Mariela Coronel  | 20 giugno 1981 (22 anni)   |       |         |
| 19 | D    | Sabrina Barbitta | 22 maggio 1979 (24 anni)   |       |         |
| 20 | A    | Maria Villanueva | 29 ottobre 1974 (28 anni)  |       |         |

### Canada
Selezionatore:  Even Pellerud
| N. | Pos. | Giocatore          | Data nascita (età)          | Pres. | Squadra |
| -- | ---- | ------------------ | --------------------------- | ----- | ------- |
| 1  | P    | Karina Leblanc     | 30 marzo 1980 (23 anni)     |       |         |
| 2  | A    | Christine Latham   | 15 settembre 1981 (22 anni) |       |         |
| 3  | D    | Linda Consolante   | 23 maggio 1982 (21 anni)    |       |         |
| 4  | D    | Sasha Andrews      | 24 febbraio 1983 (20 anni)  |       |         |
| 5  | C    | Andrea Neil        | 26 ottobre 1971 (31 anni)   |       |         |
| 6  | D    | Sharolta Nonen     | 30 dicembre 1977 (25 anni)  |       |         |
| 7  | D    | Isabelle Morneau   | 18 aprile 1976 (27 anni)    |       |         |
| 8  | C    | Kristina Kiss      | 13 febbraio 1981 (22 anni)  |       |         |
| 9  | C    | Rhian Wilkinson    | 12 maggio 1982 (21 anni)    |       |         |
| 10 | A    | Charmaine Hooper   | 15 gennaio 1968 (35 anni)   |       |         |
| 11 | D    | Randee Hermuss     | 14 novembre 1979 (23 anni)  |       |         |
| 12 | A    | Christine Sinclair | 12 giugno 1983 (20 anni)    |       |         |
| 13 | C    | Diana Matheson     | 16 aprile 1984 (19 anni)    |       |         |
| 14 | C    | Carmelina Moscato  | 2 maggio 1984 (19 anni)     |       |         |
| 15 | C    | Kara Lang          | 22 ottobre 1986 (16 anni)   |       |         |
| 16 | C    | Brittany Timko     | 5 settembre 1985 (18 anni)  |       |         |
| 17 | A    | Silvana Burtini    | 10 maggio 1969 (34 anni)    |       |         |
| 18 | A    | Tanya Dennis       | 26 agosto 1985 (18 anni)    |       |         |
| 19 | P    | Erin McLeod        | 26 febbraio 1983 (20 anni)  |       |         |
| 20 | P    | Taryn Swiatek      | 4 febbraio 1981 (22 anni)   |       |         |

### Germania
Selezionatore:  Tina Theune-Meyer
| N. | Pos. | Giocatore            | Data nascita (età)          | Pres. | Squadra            |
| -- | ---- | -------------------- | --------------------------- | ----- | ------------------ |
| 1  | P    | Silke Rottenberg     | 25 gennaio 1971 (32 anni)   | 5     | 2001 Duisburg      |
| 2  | D    | Kerstin Stegemann    | 29 settembre 1977 (25 anni) | 42    | Heike Rheine       |
| 3  | D    | Linda Bresonik       | 7 dicembre 1983 (19 anni)   | 26    | 2001 Duisburg      |
| 4  | D    | Nia Künzer           | 18 gennaio 1980 (23 anni)   | 81    | 1. FFC Francoforte |
| 5  | C    | Steffi Jones         | 22 dicembre 1972 (30 anni)  | 38    | 1. FFC Francoforte |
| 6  | C    | Renate Lingor        | 11 ottobre 1975 (27 anni)   | 14    | 1. FFC Francoforte |
| 7  | C    | Pia Wunderlich       | 26 gennaio 1975 (28 anni)   | 28    | 1. FFC Francoforte |
| 8  | C    | Sandra Smisek        | 3 luglio 1977 (26 anni)     | 18    | FSV Francoforte    |
| 9  | A    | Birgit Prinz         | 25 ottobre 1977 (25 anni)   | 43    | 1. FFC Francoforte |
| 10 | C    | Bettina Wiegmann     | 7 ottobre 1971 (31 anni)    | 44    | Brauweiler Pulheim |
| 11 | A    | Martina Müller       | 18 aprile 1980 (23 anni)    | 26    | Bad Neuenahr       |
| 12 | D    | Sonja Fuss           | 5 settembre 1978 (25 anni)  | 45    | Brauweiler Pulheim |
| 13 | D    | Sandra Minnert       | 7 aprile 1973 (30 anni)     | 42    | 1. FFC Francoforte |
| 14 | A    | Maren Meinert        | 5 agosto 1973 (30 anni)     | 40    | Boston Breakers    |
| 15 | P    | Nadine Angerer       | 10 novembre 1978 (24 anni)  | 25    | Turbine Potsdam    |
| 16 | C    | Viola Odebrecht      | 11 febbraio 1983 (20 anni)  | 48    | Turbine Potsdam    |
| 17 | D    | Ariane Hingst        | 25 luglio 1979 (24 anni)    | 46    | Turbine Potsdam    |
| 18 | C    | Kerstin Garefrekes   | 4 settembre 1979 (24 anni)  | 17    | FFC Heike Rheine   |
| 19 | D    | Stefanie Gottschlich | 5 agosto 1978 (25 anni)     | 46    | Wolfsburg          |
| 20 | A    | Conny Pohlers        | 16 novembre 1978 (24 anni)  | 17    | Turbine Potsdam    |

### Giappone
Selezionatore:  Eiji Ueda
| N. | Pos. | Giocatore        | Data nascita (età)          | Pres. | Squadra              |
| -- | ---- | ---------------- | --------------------------- | ----- | -------------------- |
| 1  | P    | Nozomi Yamago    | 16 gennaio 1975 (28 anni)   |       | Saitama Reinas       |
| 2  | D    | Yumi Obe (c)     | 15 febbraio 1975 (28 anni)  |       | TEPCO Mareeze        |
| 3  | D    | Hiromi Isozaki   | 22 dicembre 1975 (27 anni)  |       | Tasaki Perule        |
| 4  | D    | Yasuyo Yamagishi | 28 novembre 1979 (23 anni)  |       | Iga Kunoichi         |
| 5  | C    | Tomoe Sakai      | 27 maggio 1978 (25 anni)    |       | NTV Beleza           |
| 6  | C    | Yayoi Kobayashi  | 18 settembre 1981 (22 anni) |       | NTV Beleza           |
| 7  | C    | Naoko Kawakami   | 16 novembre 1977 (25 anni)  |       | Tasaki Perule        |
| 8  | C    | Tomomi Miyamoto  | 31 dicembre 1978 (24 anni)  |       | Iga Kunoichi         |
| 9  | A    | Eriko Arakawa    | 30 ottobre 1979 (23 anni)   |       | NTV Beleza           |
| 10 | A    | Homare Sawa      | 6 settembre 1978 (25 anni)  |       | Atlanta Beat         |
| 11 | A    | Mio Otani        | 5 maggio 1979 (24 anni)     |       | Tasaki Perule        |
| 12 | P    | Shiho Onodera    | 18 novembre 1973 (29 anni)  |       | NTV Beleza           |
| 13 | C    | Mai Nakachi      | 16 dicembre 1980 (22 anni)  |       |                      |
| 14 | D    | Kyōko Yano       | 3 giugno 1984 (19 anni)     |       | Urawa Red Diamonds   |
| 15 | D    | Yuka Miyazaki    | 13 ottobre 1983 (19 anni)   |       |                      |
| 16 | C    | Emi Yamamoto     | 9 marzo 1982 (21 anni)      |       | Tasaki Perule        |
| 17 | C    | Miyuki Yanagita  | 11 aprile 1981 (22 anni)    |       | Tasaki Perule        |
| 18 | A    | Karina Maruyama  | 26 marzo 1983 (20 anni)     |       | TEPCO Mareeze        |
| 19 | A    | Akiko Sudo       | 7 aprile 1984 (19 anni)     |       | NTV Beleza           |
| 20 | C    | Aya Miyama       | 28 gennaio 1985 (18 anni)   |       | Okayama Yunogo Belle |

## Gruppo D

### Australia
Selezionatore:  Adrian Santrac
| N. | Pos. | Giocatore         | Data nascita (età)         | Pres. | Squadra |
| -- | ---- | ----------------- | -------------------------- | ----- | ------- |
| 1  | P    | Cassandra Kell    | 8 agosto 1980 (23 anni)    |       |         |
| 2  | C    | Gillian Foster    | 28 agosto 1976 (27 anni)   |       |         |
| 3  | D    | Sacha Wainwright  | 6 febbraio 1972 (31 anni)  |       |         |
| 4  | D    | Dianne Alagich    | 12 maggio 1979 (24 anni)   |       |         |
| 5  | D    | Cheryl Salisbury  | 8 marzo 1974 (29 anni)     |       |         |
| 6  | D    | Rhian Davies      | 5 gennaio 1981 (22 anni)   |       |         |
| 7  | A    | Kelly Golebiowski | 26 luglio 1981 (22 anni)   |       |         |
| 8  | C    | Bryony Duus       | 7 ottobre 1977 (25 anni)   |       |         |
| 9  | A    | April Mann        | 21 aprile 1978 (25 anni)   |       |         |
| 10 | C    | Joanne Peters     | 11 marzo 1979 (24 anni)    |       |         |
| 11 | C    | Heather Garriock  | 21 dicembre 1982 (20 anni) |       |         |
| 12 | P    | Melissa Barbieri  | 20 gennaio 1980 (23 anni)  |       |         |
| 13 | D    | Karla Reuter      | 14 giugno 1984 (19 anni)   |       |         |
| 14 | D    | Pamela Grant      | 15 novembre 1982 (20 anni) |       |         |
| 15 | C    | Tal Karp          | 30 dicembre 1981 (21 anni) |       |         |
| 16 | C    | Taryn Rockall     | 11 novembre 1977 (25 anni) |       |         |
| 17 | A    | Danielle Small    | 7 febbraio 1979 (24 anni)  |       |         |
| 18 | P    | Amy Beattie       | 8 settembre 1980 (23 anni) |       |         |
| 19 | A    | Amy Wilson        | 9 giugno 1980 (23 anni)    |       |         |
| 20 | A    | Hayley Crawford   | 27 marzo 1984 (19 anni)    |       |         |

### Cina
Selezionatore:  Ma Liangxing
| N. | Pos. | Giocatore    | Data nascita (età)         | Pres. | Squadra |
| -- | ---- | ------------ | -------------------------- | ----- | ------- |
| 1  | P    | Han Wenxia   | 23 agosto 1976 (27 anni)   |       |         |
| 2  | D    | Sun Rui      | 30 marzo 1978 (25 anni)    |       |         |
| 3  | D    | Li Jie       | 8 luglio 1979 (24 anni)    |       |         |
| 4  | D    | Gao Hongxia  | 7 dicembre 1973 (29 anni)  |       |         |
| 5  | D    | Fan Yunjie   | 29 aprile 1972 (31 anni)   |       |         |
| 6  | C    | Zhao Lihong  | 25 dicembre 1972 (30 anni) |       |         |
| 7  | A    | Bai Jie      | 28 marzo 1972 (31 anni)    |       |         |
| 8  | C    | Zhang Ouying | 2 novembre 1975 (27 anni)  |       |         |
| 9  | A    | Sun Wen      | 6 aprile 1973 (30 anni)    |       |         |
| 10 | C    | Liu Ying     | 11 giugno 1974 (29 anni)   |       |         |
| 11 | C    | Pu Wei       | 20 agosto 1980 (23 anni)   |       |         |
| 12 | C    | Qu Feifei    | 18 maggio 1982 (21 anni)   |       |         |
| 13 | A    | Teng Wei     | 21 maggio 1974 (29 anni)   |       |         |
| 14 | A    | Bi Yan       | 17 febbraio 1984 (19 anni) |       |         |
| 15 | C    | Ren Liping   | 21 ottobre 1978 (24 anni)  |       |         |
| 16 | D    | Liu Yali     | 9 febbraio 1980 (23 anni)  |       |         |
| 17 | C    | Pan Lina     | 18 luglio 1977 (26 anni)   |       |         |
| 18 | P    | Zhao Yan     | 7 maggio 1972 (31 anni)    |       |         |
| 19 | A    | Han Duan     | 15 giugno 1983 (20 anni)   |       |         |
| 20 | D    | Wang Liping  | 12 novembre 1973 (29 anni) |       |         |

### Ghana
Selezionatore: Oko Aryee
| N. | Pos. | Giocatore             | Data nascita (età)         | Pres. | Squadra |
| -- | ---- | --------------------- | -------------------------- | ----- | ------- |
| 1  | P    | Memunatu Sulemana     | 4 novembre 1977 (25 anni)  |       |         |
| 2  | D    | Aminatu Ibrahim       | 3 gennaio 1979 (24 anni)   |       |         |
| 3  | D    | Mavis Danso           | 24 marzo 1984 (19 anni)    |       |         |
| 4  | D    | Patience Sackey       | 22 aprile 1975 (28 anni)   |       |         |
| 5  | C    | Patricia Ofori        | 9 giugno 1981 (22 anni)    |       |         |
| 6  | C    | Florence Okoe         | 12 novembre 1984 (18 anni) |       |         |
| 7  | C    | Genevive Clottey      | 25 aprile 1969 (34 anni)   |       |         |
| 8  | A    | Myralyn Osei Agyemang | 5 novembre 1981 (21 anni)  |       |         |
| 9  | A    | Akua Anokyewaa        | 15 ottobre 1984 (18 anni)  |       |         |
| 10 | A    | Adjoa Bayor           | 17 maggio 1979 (24 anni)   |       |         |
| 11 | A    | Gloria Foriwa         | 11 maggio 1981 (22 anni)   |       |         |
| 12 | P    | Fati Mohammed         | 4 giugno 1979 (24 anni)    |       |         |
| 13 | D    | Yaa Avoe              | 1º luglio 1982 (21 anni)   |       |         |
| 14 | D    | Elizabeth Baidu       | 28 aprile 1978 (25 anni)   |       |         |
| 15 | A    | Alberta Sackey        | 6 novembre 1972 (30 anni)  |       |         |
| 16 | D    | Lydia Ankrah          | 1º dicembre 1973 (29 anni) |       |         |
| 17 | C    | Belinda Kanda         | 3 novembre 1982 (20 anni)  |       |         |
| 18 | A    | Mavis Dgajmah         | 21 dicembre 1973 (29 anni) |       |         |
| 19 | A    | Basilea Amoa-Tetteh   | 7 marzo 1984 (19 anni)     |       |         |
| 20 | P    | Gladys Enti           | 21 aprile 1975 (28 anni)   |       |         |

### Russia
Selezionatore:  Yuri Bistritskiy
| N. | Pos. | Giocatore               | Data nascita (età)          | Pres. | Squadra |
| -- | ---- | ----------------------- | --------------------------- | ----- | ------- |
| 1  | P    | Svetlana Petko          | 6 giugno 1970 (33 anni)     |       |         |
| 2  | D    | Tatiana Zaytseva        | 27 agosto 1978 (25 anni)    |       |         |
| 3  | D    | Marina Burakova         | 8 maggio 1966 (37 anni)     |       |         |
| 4  | D    | Marina Saenko           | 1º maggio 1975 (28 anni)    |       |         |
| 5  | D    | Vera Stroukova          | 6 agosto 1981 (22 anni)     |       |         |
| 6  | C    | Galina Komarova         | 12 agosto 1977 (26 anni)    |       |         |
| 7  | C    | Tatiana Egorova         | 10 marzo 1970 (33 anni)     |       |         |
| 8  | C    | Alexandra Svetlitskaya  | 20 agosto 1971 (32 anni)    |       |         |
| 9  | C    | Olga Sergaeva           | 8 marzo 1977 (26 anni)      |       |         |
| 10 | A    | Natalia Barbachina      | 26 agosto 1973 (30 anni)    |       |         |
| 11 | A    | Olga Letyushova         | 29 dicembre 1975 (27 anni)  |       |         |
| 12 | P    | Alla Volkova            | 12 aprile 1968 (35 anni)    |       |         |
| 13 | C    | Elena Fomina            | 5 aprile 1979 (24 anni)     |       |         |
| 14 | C    | Oxana Shmachkova        | 20 giugno 1981 (22 anni)    |       |         |
| 15 | C    | Tatiana Skotnikova      | 27 novembre 1978 (24 anni)  |       |         |
| 16 | D    | Marina Kolomiets        | 29 settembre 1972 (30 anni) |       |         |
| 17 | A    | Elena Danilova          | 17 giugno 1987 (16 anni)    |       |         |
| 18 | D    | Anastasija Pustovojtova | 10 febbraio 1981 (22 anni)  |       |         |
| 19 | C    | Elena Denchtchik        | 11 novembre 1973 (29 anni)  |       |         |
| 20 | P    | Maria Pigaleva          | 19 febbraio 1981 (22 anni)  |       |         |